# Liste der Ortschaften im Bezirk Deutschlandsberg
Die Liste der Ortschaften im Bezirk Deutschlandsberg enthält die Gemeinden und ihre zugehörigen Ortschaften im steirischen Bezirk Deutschlandsberg. Stand Ortschaften: 1. Jänner 2020
Kursive Gemeindenamen sind keine Ortschaften, in Klammern der Status Markt bzw. Stadt. Die Angaben erfolgen im offiziellen Gemeinde- bzw. Ortschaftsnamen, wie von der Statistik Austria geführt.
- Bad Schwanberg
  - Aichegg
  - Garanas
  - Gressenberg
  - Hohlbach
  - Hollenegg
  - Kresbach
  - Kruckenberg
  - Mainsdorf
  - Neuberg
  - Oberfresen
  - Rettenbach
  - Trag

- Deutschlandsberg
  - Bad Gams
  - Bergegg
  - Feldbaum
  - Freiland bei Deutschlandsberg
  - Furth
  - Gersdorf
  - Greim
  - Hohenfeld
  - Kloster
  - Kruckenberg
  - Mitteregg
  - Müllegg
  - Niedergams
  - Osterwitz
  - Rettenbach
  - Rostock
  - Sallegg
  - Trahütten
  - Vochera am Weinberg

- Eibiswald
  - Aibl
  - Aichberg
  - Bachholz
  - Bischofegg
  - Feisternitz
  - Hadernigg
  - Haselbach
  - Hörmsdorf
  - Kleinradl
  - Kornriegl
  - Krumbach
  - Laaken
  - Mitterstraßen
  - Oberlatein
  - Pitschgau
  - Pongratzen
  - Rothwein
  - Sankt Bartlmä
  - Sankt Lorenzen
  - Sankt Oswald ob Eibiswald
  - Soboth
  - Stammeregg
  - Staritsch
  - Sterglegg
  - Wuggitz

- Frauental an der Laßnitz
  - Freidorf an der Laßnitz
  - Freidorfer Gleinz
  - Laßnitz
  - Schamberg
  - Zeierling

- Groß Sankt Florian
  - Grub bei Groß Sankt Florian
  - Grünau an der Laßnitz
  - Gussendorf
  - Hasreith
  - Kraubath in der Weststeiermark
  - Krottendorf an der Laßnitz
  - Lebing
  - Michlgleinz
  - Mönichgleinz
  - Nassau
  - Petzelsdorf in der Weststeiermark
  - Sulzhof
  - Tanzelsdorf
  - Unterbergla
  - Vochera an der Laßnitz

- Lannach
  - Blumegg
  - Breitenbach in der Weststeiermark
  - Heuholz
  - Hötschdorf
  - Sajach
  - Teipl

- Pölfing-Brunn
  - Brunn
  - Jagernigg
  - Pölfing

- Preding
  - Klein-Preding
  - Tobis
  - Tobisberg
  - Wieselsdorf

- Sankt Josef (Weststeiermark)
  - Oisnitz
  - Tobisegg

- Sankt Peter im Sulmtal
  - Freidorf
  - Kerschbaum
  - Korbin
  - Moos
  - Poppenforst
  - Wieden

- Sankt Martin im Sulmtal
  - Aigen
  - Bergla
  - Dietmannsdorf im Sulmtal
  - Dörfla
  - Gasselsdorf
  - Graschach
  - Greith
  - Gutenacker
  - Kopreinigg
  - Oberhart
  - Otternitz
  - Pitschgauegg
  - Reitererberg
  - Sulb
  - Tombach

- Sankt Stefan ob Stainz
  - Greisdorf
  - Grubberg
  - Gundersdorf
  - Lemsitz
  - Lichtenhof
  - Pirkhof
  - Sommereben
  - Steinreib
  - Wald in der Weststeiermark
  - Zirknitz

- Stainz
  - Angenofen
  - Ettendorf bei Stainz
  - Gamsgebirg
  - Grafendorf bei Stainz
  - Graggerer
  - Graschuh
  - Herbersdorf
  - Kothvogel
  - Lasselsdorf
  - Mettersdorf
  - Neudorf bei Stainz
  - Neurath
  - Pichling bei Stainz
  - Rainbach
  - Rassach
  - Rossegg
  - Sierling
  - Stallhof
  - Teufenbach
  - Trog
  - Wald in der Weststeiermark
  - Wetzelsdorf in der Weststeiermark
  - Wetzelsdorfberg

- Wettmannstätten
  - Lassenberg
  - Schönaich
  - Weniggleinz
  - Wohlsdorf
  - Zehndorf

- Wies
  - Altenmarkt
  - Aug
  - Buchegg
  - Buchenberg
  - Etzendorf
  - Gaißeregg
  - Gieselegg
  - Kogl
  - Lamberg
  - Limberg
  - Mitterlimberg
  - Pörbach
  - Unterfresen
  - Vordersdorf
  - Wernersdorf
  - Wiel